# 八幡白帆
八幡 白帆（やわた しらほ、1893年‐1957年）は大正から昭和にかけての日本画家、口絵画家。

## 来歴
平福百穂及び伊東深水の門人。本名は憲一。東京の生まれ。文展や帝展に作品を出品した他、大正期に入ってから雑誌『新小説』の木版口絵や江見水蔭の単行本の木版口絵を描いており人物を大きく描く点が特徴であった。

## 作品
- 「花の山」口絵 『新小説』第18年第4巻 春陽堂版 1913年（大正2年）
- 「三怪人」続 口絵 江見水蔭作 隆文館版 1914年（大正3年）
- 「探偵の娘」前 口絵 江見水蔭作 隆文館版 1915年（大正4年）
- 「大正五人女」5枚 口絵 江見水蔭作 隆文館版 1915年（大正4年）
- 「泣かぬ女」3枚 口絵 江見水蔭作 隆文館版 1915年（大正4年）
- 「純子」前後 口絵 江見水蔭作 隆文館版 1915年（大正4年）
- 「金色洞」3枚 口絵 江見水蔭作 隆文館版 1916年（大正5年）
- 「蛮勇の人」前後 口絵 江見水蔭作 隆文館版 1917年（大正6年）